# Lac de Melo
Lac de Melo (Corsicaans: Lagu di Melu) is een gletsjermeer in het Franse departement Haute-Corse op het eiland Corsica. Het meer ligt in het hoog gelegen dal Restonica op een hoogte van 1710 meter boven de zeespiegel. Het meer heeft een oppervlakte van 0,065 km² en een maximale diepte van 20 meter. Het meer ligt ongeveer 10 kilometer van de stad Corte.
In het meer start de rivier de Restonica, een zijrivier van de Tavignano. 